# Carl Cullberg
Carl Cullberg, född den 24 april 1930 i Halmstad, död den 19 januari 2020 i Uddevalla, var en svensk museiman.
Cullberg promoverades till filosofie doktor och blev docent vid Göteborgs universitet. Han var därefter anställd vid Göteborgs arkeologiska museum, Statens historiska museum och Bohusläns museum. Cullberg publicerade skrifter i museifrågor, arkeologi och marinteknologi. Han invaldes som ledamot av Vitterhetsakademien 2000. Cullberg vilar på Partille södra griftegård.